# Refugie van Hocht
De Refugie van Hocht (ook Poort van Hocht of Hochterpoort; voorheen Klooster van het Arme Kind Jezus en Leger des Heilsgebouw) is een gebouw in het centrum van de Nederlandse stad Maastricht. Het complex aan de Boschstraat nrs. 69-73 heeft in de loop der eeuwen diverse bestemmingen gehad, onder andere refugiehuis, herenhuizen, klooster, daklozenopvang en horeca. Twee delen van het complex zijn geklasseerd als rijksmonument; een ander deel als gemeentelijk monument.

## Geschiedenis
Het gebouw was oorspronkelijk een refugiehuis van de Abdij van Hocht. Dit cisterciënzerinnenklooster, later een adellijk stift voor seculiere kanunnikessen, was omstreeks 1180 gesticht in Lanaken, enkele kilometers ten noorden van Maastricht. Het refugiehuis was de stadswoning van de abdis van deze instelling, die buitenpoorter was van Maastricht, en functioneerde tevens als opslagplaats voor de producten die afkomstig waren van de landbouwgronden die de abdij bezat in de omgeving. De eerste Refugie van Hocht bevond zich in de 13e eeuw in de Spilstraat en werd in de loop van de 14e eeuw verplaatst naar de Boschstraat. Een refugie op deze plaats werd voor het eerst vermeld in 1380. In de loop der eeuwen vonden tal van verbouwingen plaats, onder andere in 1531, toen abdis Alide Waltgraeff de Courtis toestemming kreeg om de gevel aan de Boschstraat, toen Houtmarkt genoemd, enkele centimeters naar voren opnieuw op te bouwen. In 1554 kreeg abdis Anna van Mombeeck gedaan dat een steegje achter het erf van het refugiehuis alleen nog maar door de stiftsdames gebruikt mocht worden.
Bij het beleg door Parma in 1579 raakte het gebouw zwaar beschadigd. In 1590 werd het gebouw hersteld en in 1652 vond een uitbreiding plaats, wat nog te zien is aan de 17e-eeuwse delen van het gebouw aan de achterzijde. De Hochter stiftsdames schijnen het refugiehuis te Maastricht niet vaak als zodanig benut te hebben. Na 1708 werd de refugie voornamelijk gebruikt als gelegenheidslogement voor de abdis of de andere stiftsdames, wanneer dezen voor zaken in de stad moesten zijn, zoals bij het innen van de pacht van de circa 81 bunder land die de abdij in de omgeving van Maastricht bezat. Daarbij gold de regel dat de dames altijd met zijn tweeën moesten zijn. Ook werd het refugiehuis, of delen ervan, verhuurd aan derden. In 1708 werd het rechterdeel voor 13.850 gulden verkocht aan de brouwer Gilles Streignaerts.
Bij de Franse belegeringen van 1793 en 1794 liep de refugie opnieuw zware schade op. Na die laatste belegering begon in Maastricht de Franse tijd. Alle kloosters en kloosterbezittingen werden onteigend en op 4 oktober 1798 werd de Refugie van Hocht als nationaal goed voor 175.500 francs verkocht aan de Maastrichtenaar Jan Lodewick Hupkens. De erven Hupkens verkochten het huis in 1824 voor 6.650 gulden aan Joseph Bosch, heelmeester van het enkele jaren eerder opgerichte Ziekenhuis Calvariënberg. Het al in 1708 verkochte deel van de refugie was in deze periode eigendom van ene Smal.

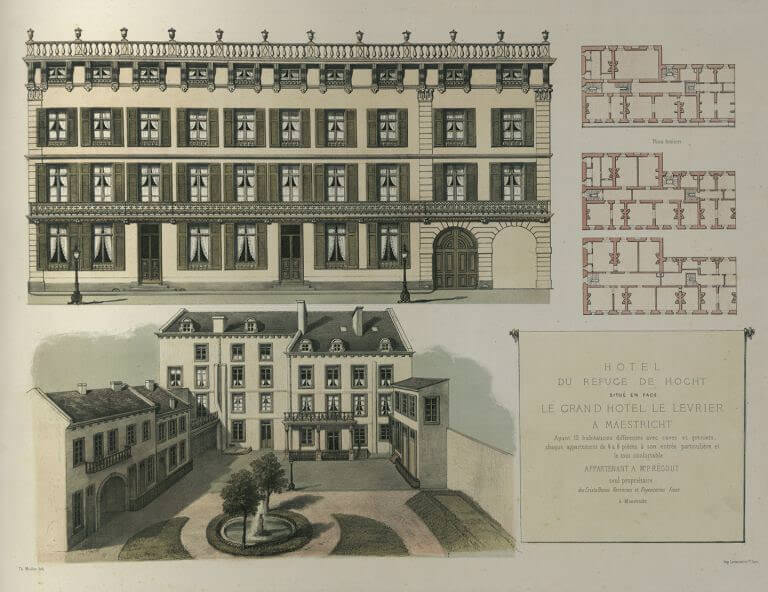
Hotel du Refuge de Hocht, ca. 1868

Vanwege financiële moeilijkheden moest Bosch in 1850 zijn bezit gedwongen verkopen. Hoogste bieder met 11.050 gulden was ene Sanders, die handelde in opdracht van de industrieel Petrus Regout. Deze liet het complex verbouwen tot drie herenhuizen, bestemd voor enkele van zijn zonen. Regout kreeg van zijn buurman Reyniers op nr. 71 – het in 1708 afgesplitste deel – toestemming om het nog bestaande smeedijzeren balkon boven de poort van diens bezit door te trekken, waardoor de eenheid van het pand voor het oog werd hersteld. Van de gemeente ondervond hij slechts tegenwerking. Zijn zonen vertrokken al vrij snel uit het pand, waarop Regout de refugie in 1857 liet verbouwen tot twaalf huurappartementen voor leidinggevenden in zijn fabriek. Samen met zijn buurman Reyniers liet Regout het pand een verdieping hoger optrekken en voorzien van een neoclassicistische gevel van vier verdiepingen en een mansardedak. Blijkbaar was Reyniers eveneens eigenaar van het naastgelegen pand nr. 73. Ook dat pand kreeg in die periode een nieuwe gevel.

Ansichtkaart St.Marien-Institut, 1900

In 1876 verkocht Aldegonda Regout-Hoebrechts, als zaakgelastigde van Petrus Regout, de refugie aan de van oorsprong Duitse zusters van het Arme Kind Jezus (Latijn: sorores Pauperis Infantis Jesu). Deze kloostercongregatie was in 1848 in Aken gesticht voor de opvang van en het onderwijs aan meisjes. Het algemene moederhuis van de congregatie was Huize Loreto in Simpelveld. Het provincialaat en noviciaat van de Nederlandse tak was gevestigd aan de Brusselseweg in Maastricht, later onderdeel van de Kweekschool Immaculata. Het grote pand aan de Boschstraat werd een klooster annex pensionaat (St.Marien-Institut). Eind 19e eeuw werd aan de achterzijde een neogotische kapel en een dwarsvleugel met ronde traptoren aangebouwd.
Vanaf 1974 verhuurden de zusters het pand Boschstraat 73 en de kloosterkapel aan het Sociaal Historisch Centrum voor Limburg (SHCL). Een jaar later kocht het SHCL het gebouw van de Vereniging tot Bevordering van het Gesticht van het Arme Kind Jezus. De kapel werd een depot voor de bibliotheek en de archieven van het SHCL, evenals de vlakbij gelegen Sint-Andrieskapel. Het SHCL verhuisde in 2008 naar de voormalige commandantswoning van de Sint-Pieterskazerne, onderdeel van het Oude Minderbroederscomplex.
Nadat de overgebleven zusters van het Arme Kind Jezus hun intrek hadden genomen in het voormalige Sint-Lidwynahospitaal van het Beyartklooster, werd het gebouw aan de Boschstraat 69-71 in 1981 overgedragen aan het Leger des Heils, die er onder andere een opvangcentrum voor daklozen in onder bracht. Vanaf 2012 stond het gebouw enkele jaren te koop. Het gebouw werd antikraak bewoond en in de kapel had de kunstenares Hadassah Emmerich enige tijd haar atelier. In 2016 verwierf de Amsterdamse hotelketen Vondel Hotels het pand Boschstraat 69-71 om er een lgbt-vriendelijk hotel met 56 hotelkamers in onder te brengen. Hotel Monastère Maastricht opende in juni 2018. Het naastgelegen pand Boschstraat 73 en de daarachter gelegen voormalige kapel zijn sinds 2015 eigendom van de ondernemersfamilie Hasancebi. Zowel op de verdiepingen van het pand aan de Boschstraat als in de vrij hoge kloosterkapel zijn studentenwoningen gerealiseerd. Op de begane grond van zowel Boschstraat 73 als de kloosterkapel opende in 2022 de 'FoodChurch Maastricht' met een zevental horecazaken.

## Erfgoed
Van de eerste Refugie van Hocht in de Spilstraat is niets meer over. De naam Hochterpoort van de straat achter het gebouw aan de Boschstraat herinnert aan de oorspronkelijke naam. De huidige Refugie van Hocht bestaat uit een drietal panden, waarvan er twee rijksmonumenten zijn (de panden aan de Boschstraat) en de kapel aan de achterkant een gemeentelijk monument is.

### Boschstraat nrs. 69-71
Het grootste pand van het complex is Boschstraat 69-71, de eigenlijke Refugie van Hocht. De wit gesausde voorgevel heeft een indrukwekkende hoogte en breedte, het laatste wordt benadrukt door een doorlopend balkon op de eerste verdieping met gietijzeren balustrade. De vensterluiken op de eerste drie etages zorgen voor een verticaal element. In de noordelijke zijgevel aan het straatje Hochterpoort is nog een fragment van een laatgotisch kruisvenster met accoladeboog behouden. In de achtergevel van Boschstraat 71 zijn enkele gevelstenen ingemetseld. De ene draagt het wapenschild van Francisca van Mombeeck (abdis van 1579-1609) en het chronogram 1590; de andere verwijst naar Maria van Hulsberg en het jaartal 1652.

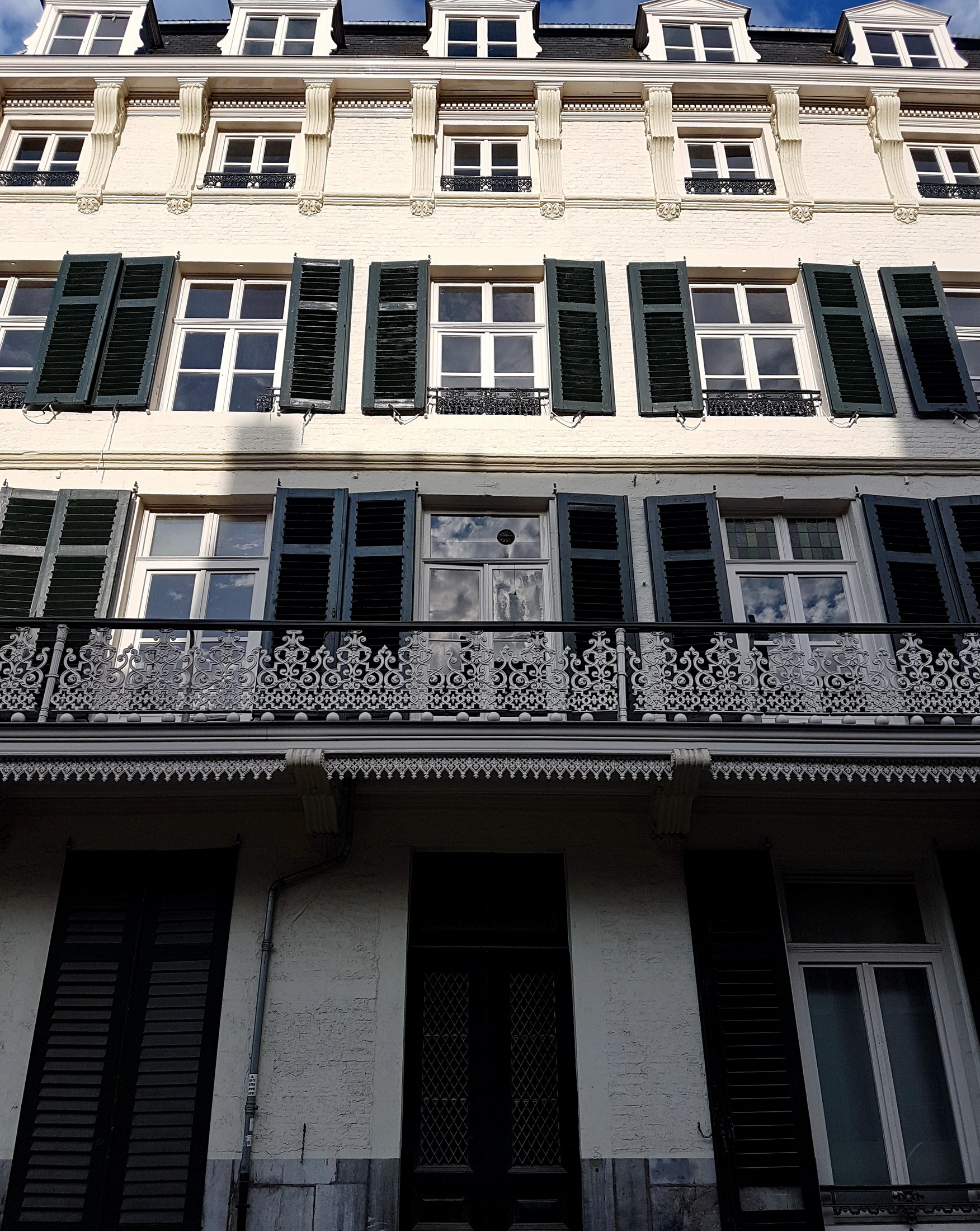
Boschstraat 69
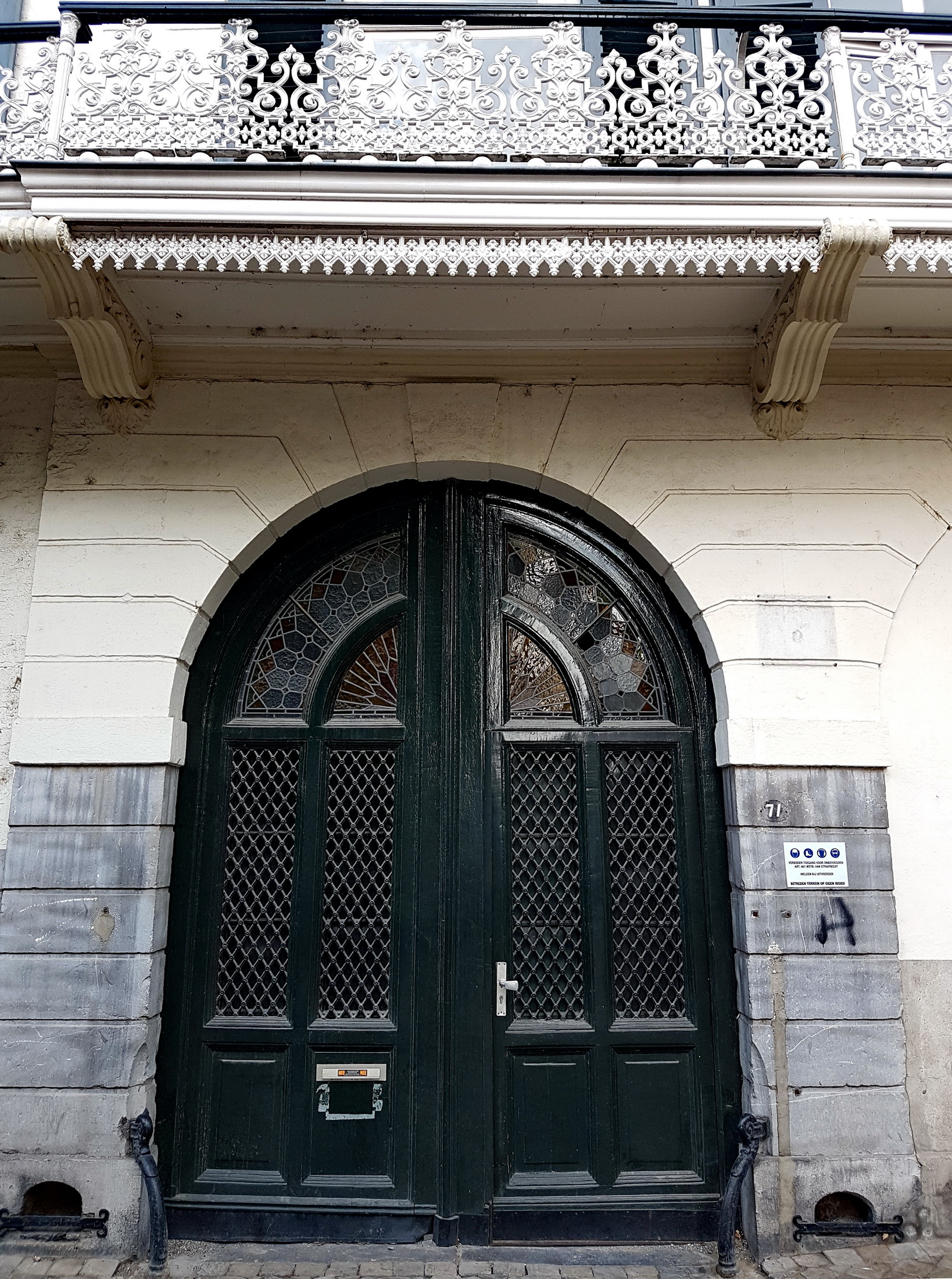
Boschstraat 71, detail
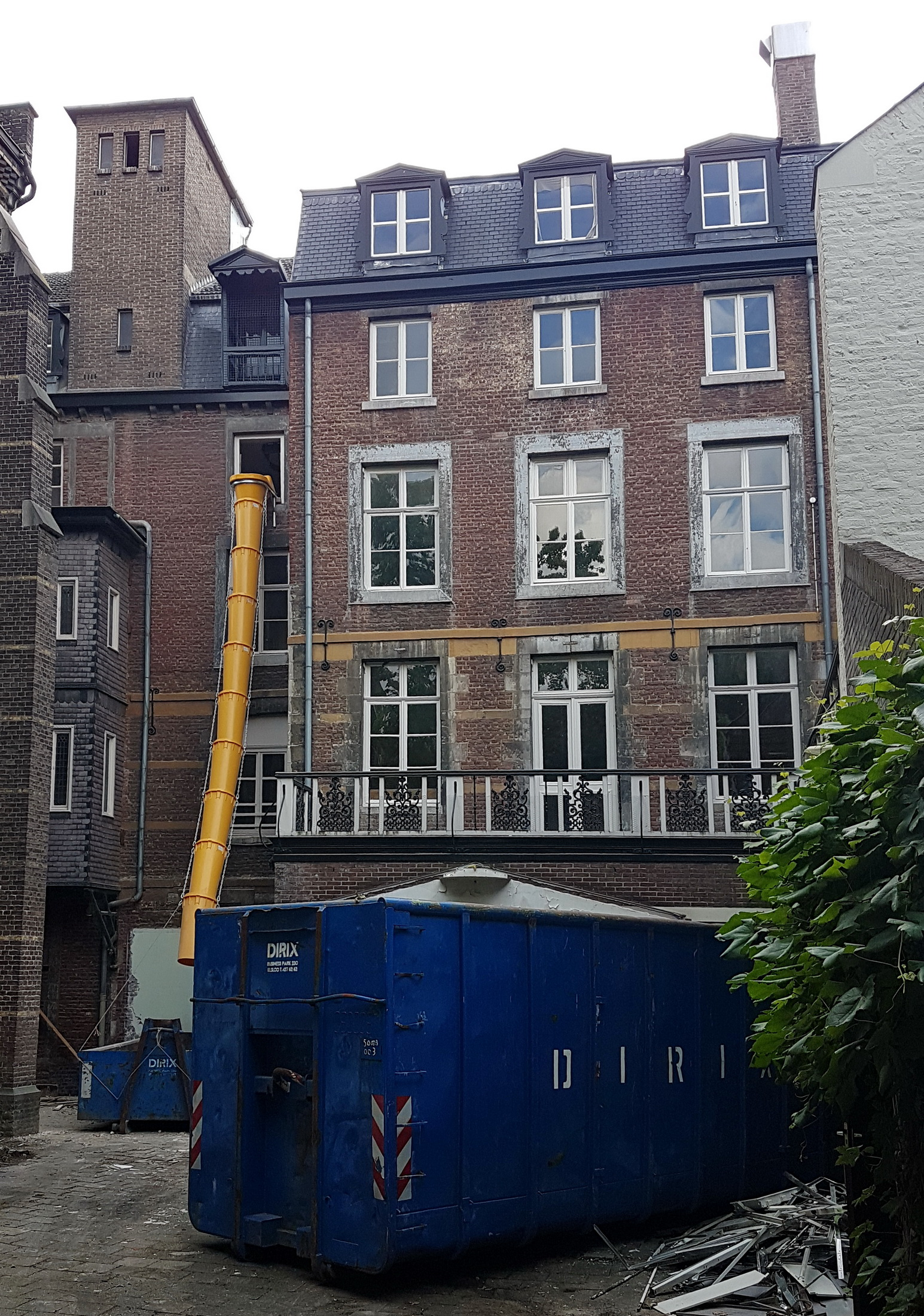
Boschstraat 69, achterkant
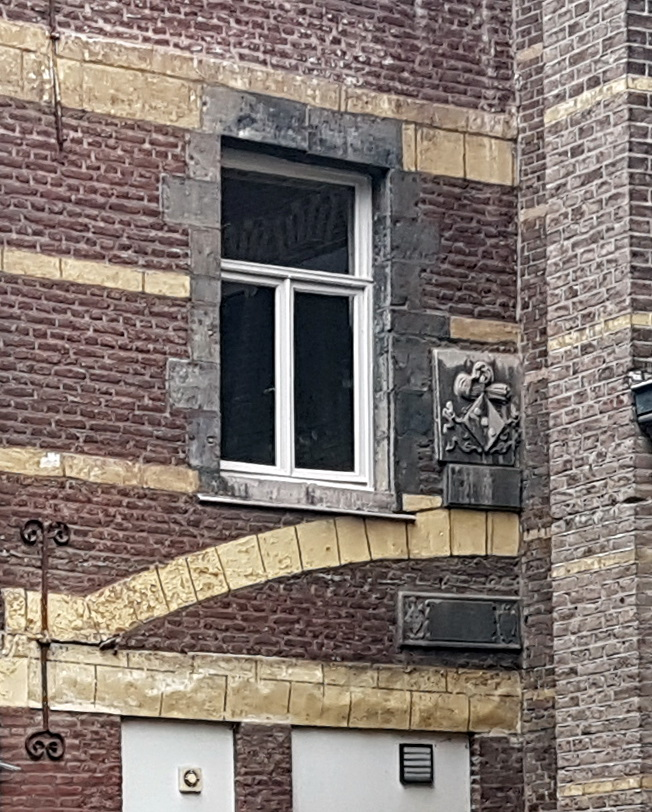
Boschstraat 71, achterkant

### Boschstraat nr. 73
Het pand Boschstraat 73 vormt een afzonderlijk rijksmonument. Het heeft een gepleisterde lijstgevel uit het midden van de 19e eeuw, versierd met diamantkop-hoekblokken, en een mansardedak. Aan de achterzijde heeft het pand slechts een tweetal 17e-eeuwse hardstenen vensteromlijstingen en enkele mergelstenen spekbanden behouden.

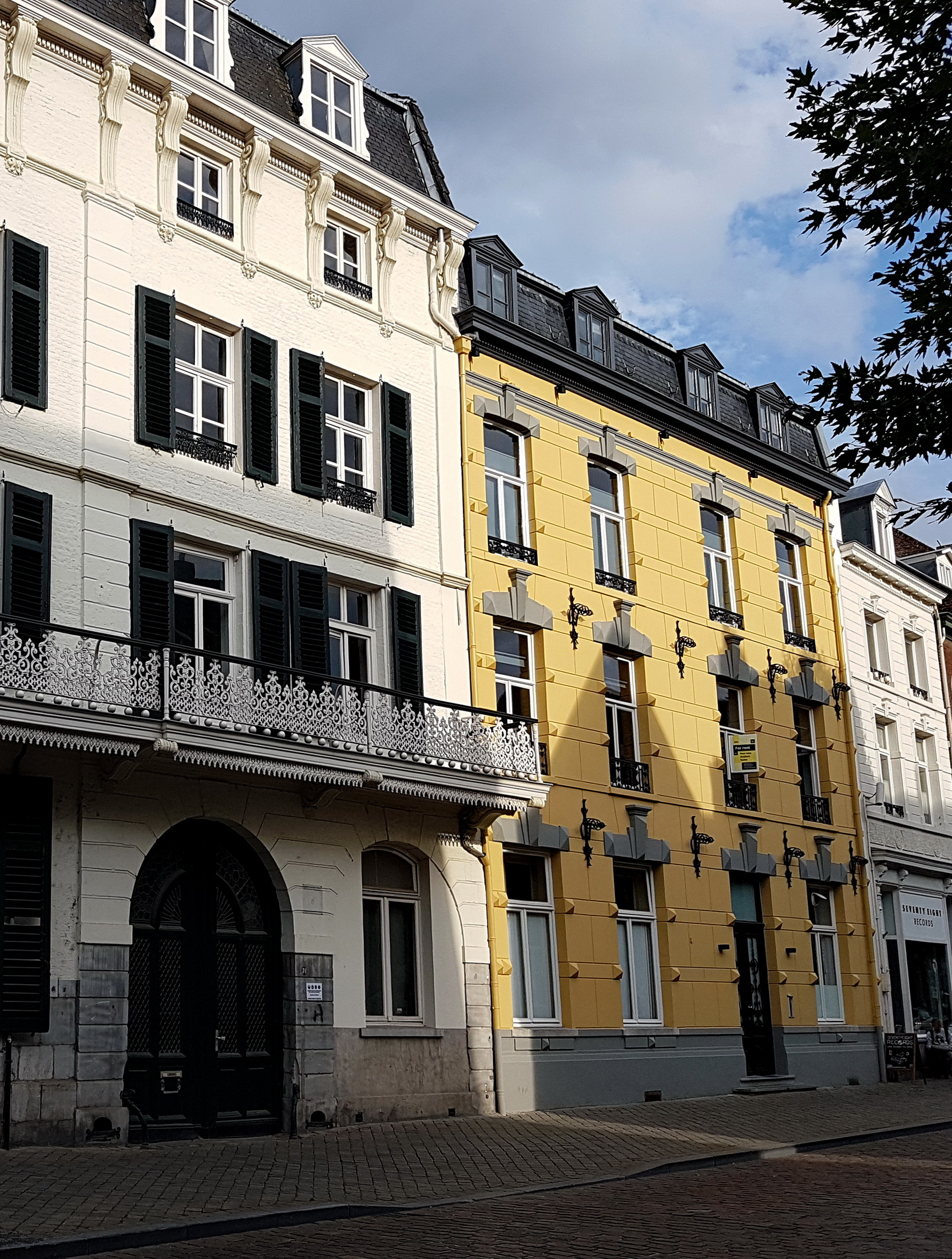
Boschstraat 71-73
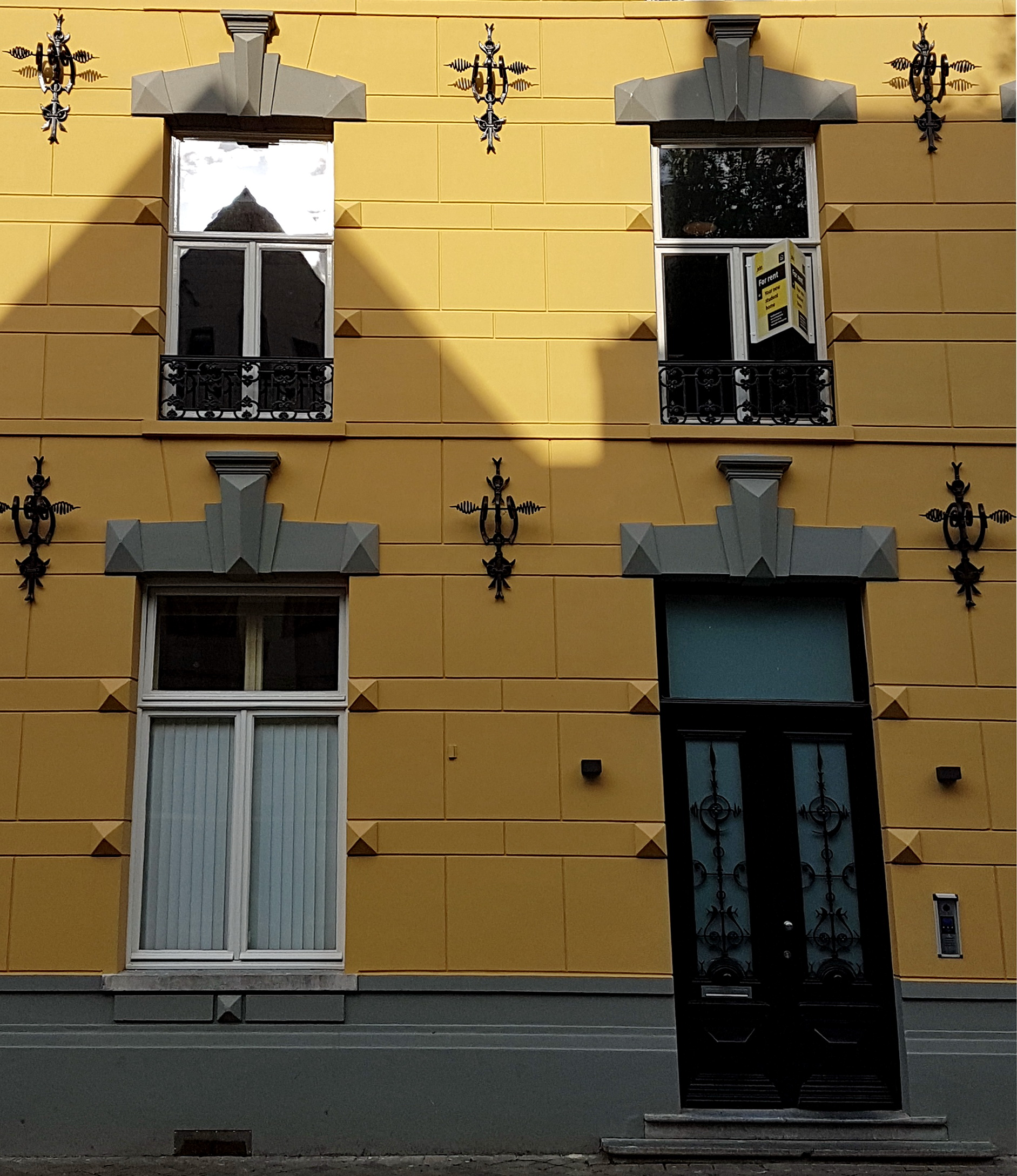
Boschstraat 73, geveldetail
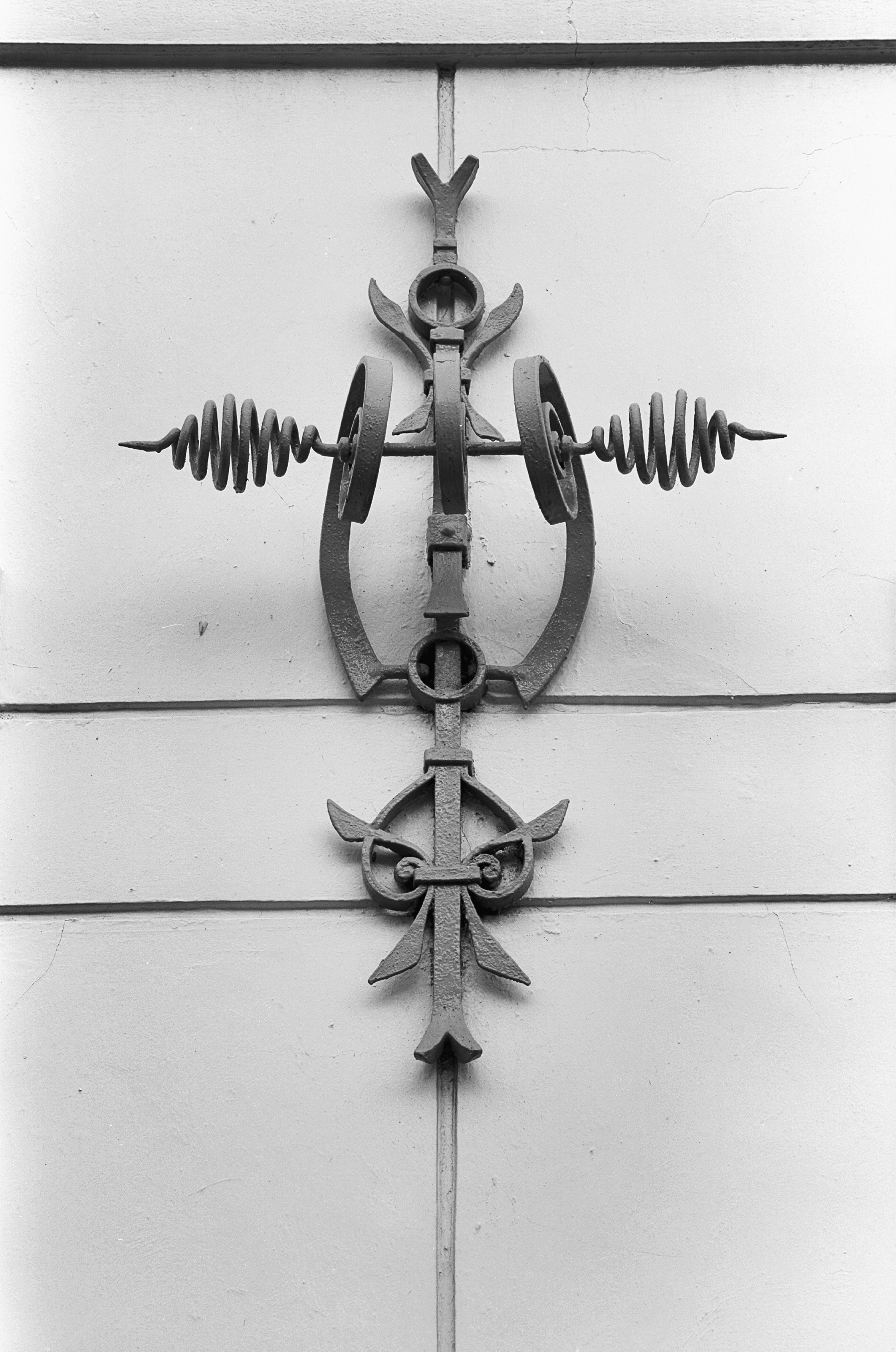
Idem, muuranker
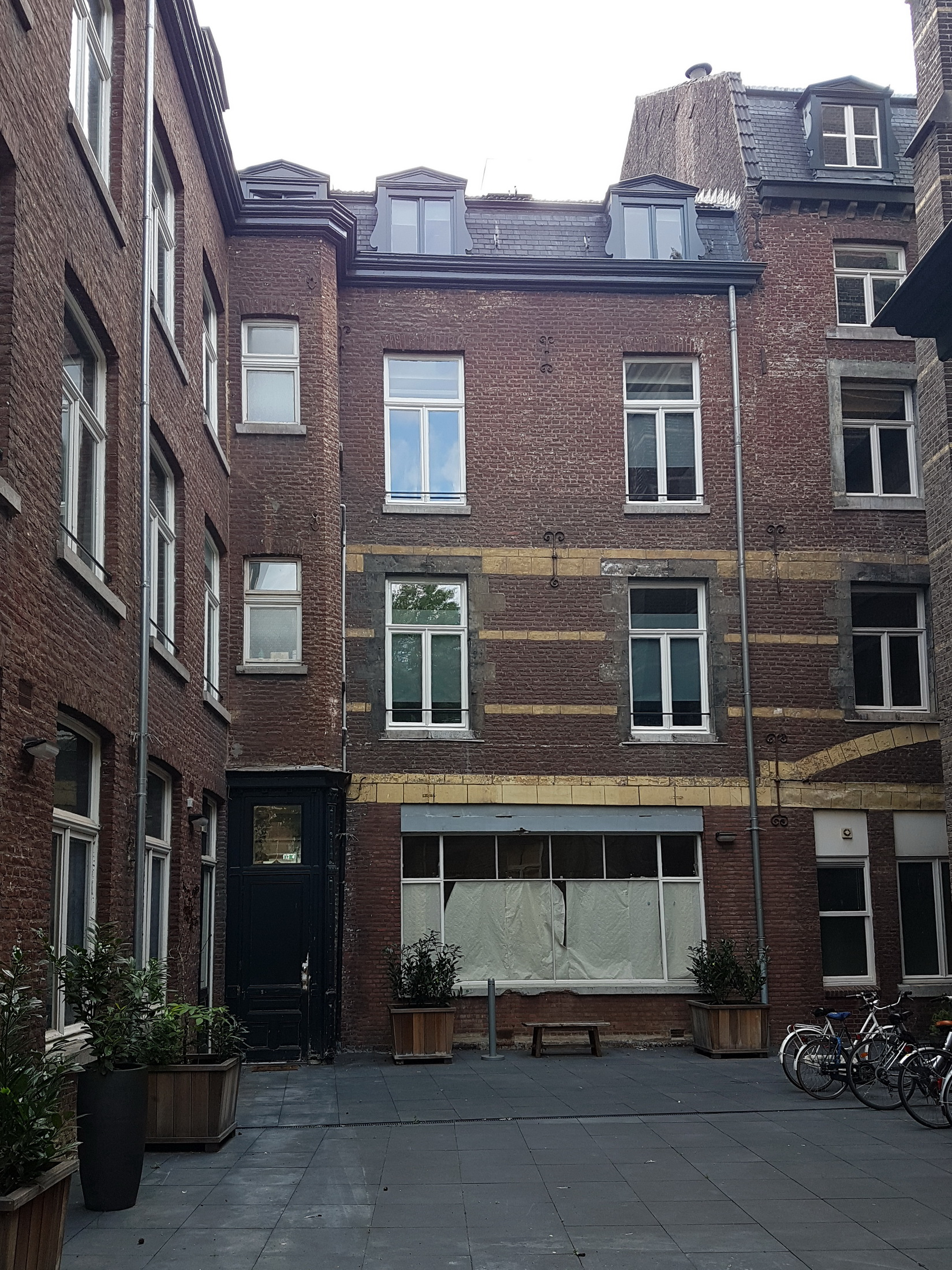
Achterkant en kloostervleugel

### Kloostervleugels en kapel
Aan de zijde van de Hochterpoort, achter de bebouwing aan de Boschstraat, zijn in de 19e eeuw twee bakstenen kloostervleugels en een kloosterkapel gebouwd. Een van de kloostervleugels heeft een traptoren. De neogotische kloosterkapel heeft een hoog schip van vier traveeën en een iets lager, driezijdig afgesloten koor. Mogelijk hangt de hoogte van de kapel samen met het feit dat dit waarschijnlijk een dubbelkapel is geweest (zie prentbriefkaart St.Marien-Institut). De bovenkapel was in dat geval gereserveerd voor de kloosterzusters, terwijl de kostschoolmeisjes beneden kerkten. De vensters van het kerkschip zijn samengesteld: twee lancetvensters met daarboven een oculus. Tegen de zuidzijde van de kapel staat een laag gebouwtje, mogelijk een school, met eenvoudige, rechthoekige vensters. De bruine baksteen wordt afgewisseld met gele banden. Van het kerkmeubilair, deels geleverd door Atelier J.W. Ramakers en Zonen uit Geleen, is voor zover bekend niets bewaard gebleven. Wel zijn de neogotische decoraties nog aanwezig, alsmede de wandschilderingen van de benedictijner monnik François Mes. Anno 2022 is de kapel deels ingericht als horecaruimte en is onder de gewelven een houten volume met golvende wanden gebouwd, waarin een achttal studentenwoningen zijn ondergebracht.

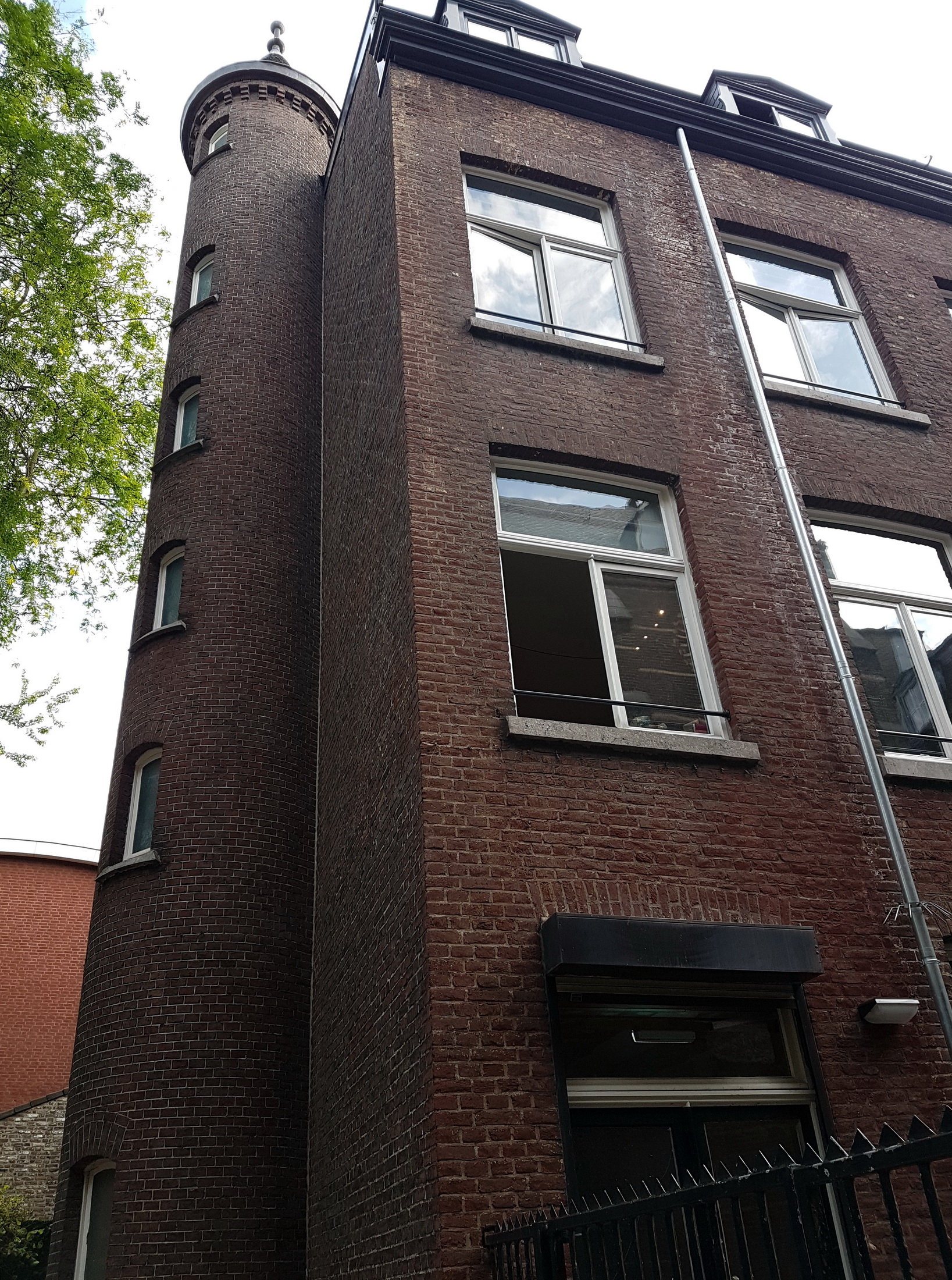
Kloostervleugel met traptoren
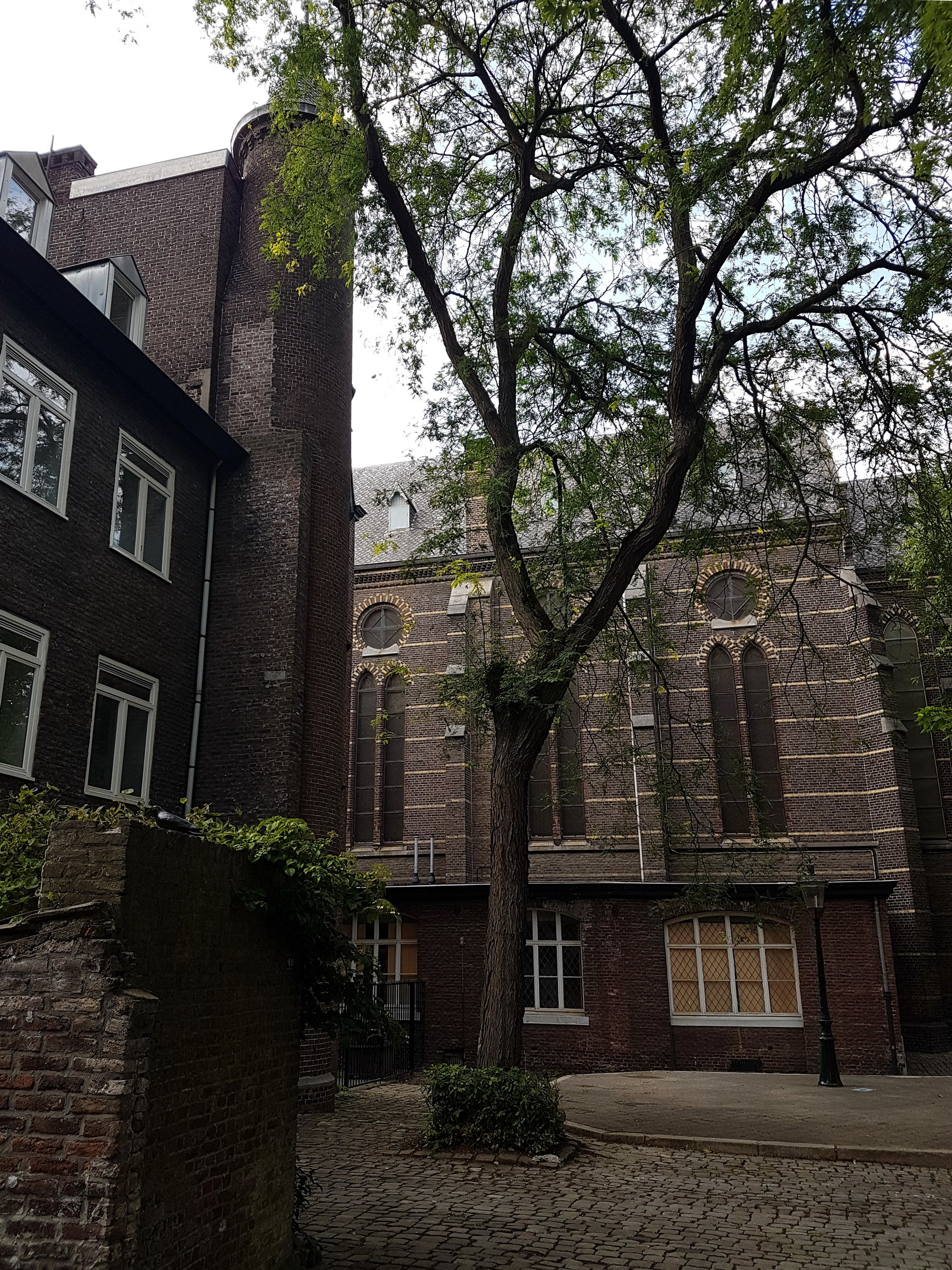
Kloostervleugel en kapel
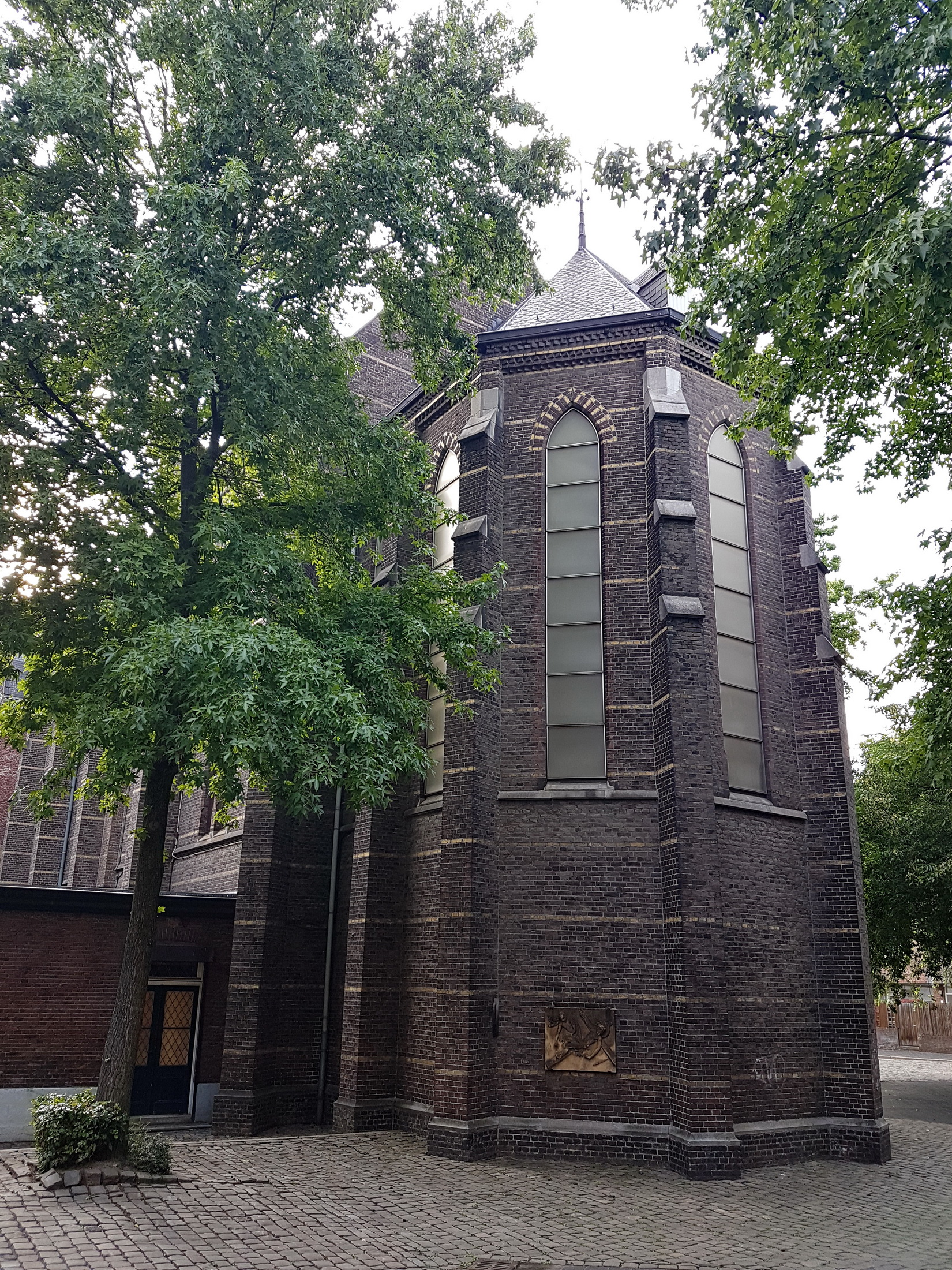
Koor van de kloosterkapel
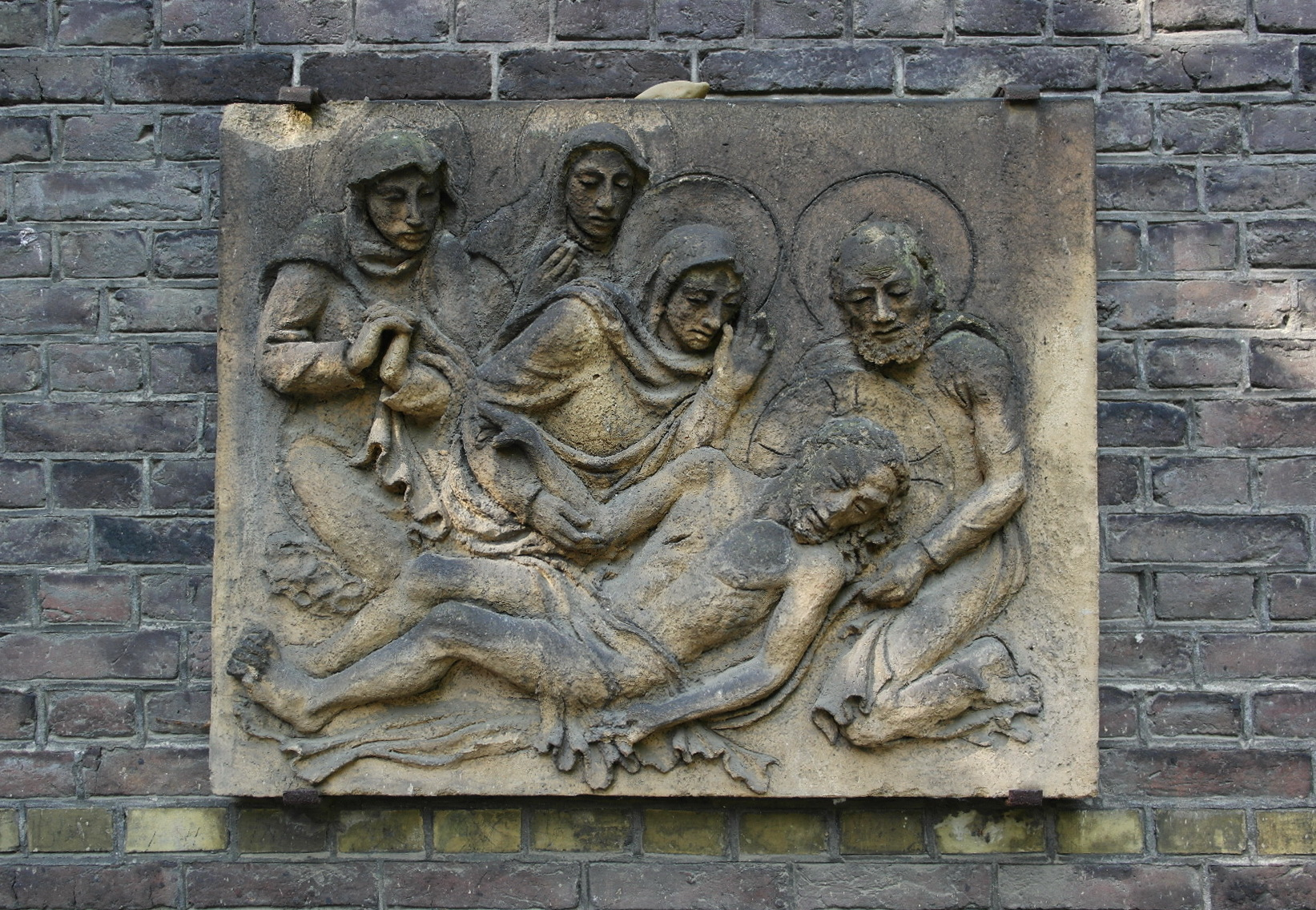
Gevelsteen kloosterkapel